# Fortim da Barra de Tutoia
O Fortim da barra de Tutóia foi projetado para a barra da enseada de Tutoia, atual município de Tutóia, no litoral do estado brasileiro do Maranhão.

## História
No contexto da conquista do Maranhão, quando forças portuguesas se dirigiam para aquela costa em fins de 1614, foram projetadas obras de fortificação para a barra da enseada de Tutóia (BARRETTO, 1958:79).